# Ново-Троицкий
Но́во-Тро́ицкий — хутор в Прохладненском районе Кабардино-Балкарской Республики. Входит в состав муниципального образования «Сельское поселение Прималкинское».

## География
Хутор расположен в южной части Прохладненского района, на правом берегу реки Малка. Находится в 0,4 км к югу от районного центра — Прохладный и в 65 км к северо-востоку от города Нальчик (по дороге).
Граничит с землями населённых пунктов: Прохладный на севере, Прималкинское на востоке, Ново-Полтавское на юге, Ново-Вознесенский на юго-западе и Матвеевский на западе.
Населённый пункт расположен на наклонной Кабардинской равнине, в равнинной зоне республики. Средние высоты на территории хутора составляют 225 метров над уровнем моря. Рельеф местности представляет собой волнистые предгорные равнины, с общим уклоном с юго-запада на северо-восток. К западу и северу от хутора имеются различные кряжи.
Гидрографическая сеть в основном представлена озером — Комсомольское, расположенное у восточной окраины хутора. К западу от населённого пункта расположено русло обмелевшего озера, а также старое русло Малки. На севере протекает река Малка.
Климат на территории села влажный умеренный. Среднемесячная температура воздуха в июле достигает +23,0°С, в январе она составляет около -2,0°С. Среднегодовое количество осадков составляет около 600 мм. Основные ветры восточные и северо-западные.

## История
Населённый пункт был основан в 1895 году как отсёлок хутора Комаровский (ныне в составе села Прималкинское). 
С 1922 года входит в состав Прималкинского сельского поселения.
Ныне хутор фактически слился с заречным микрорайоном города Прохладный, перекинувшийся на правый берег реки Малка.

## Население
| 2002 | 2010 | 2021 |
| ---- | ---- | ---- |
| 173  | ↗193 | ↗208 |

Национальный состав
По данным Всероссийской переписи населения 2010 года:
| Народ    | Численность, чел. | Доля от всего населения, % |
| -------- | ----------------- | -------------------------- |
| русские  | 161               | 83,4 %                     |
| украинцы | 15                | 7,8 %                      |
| турки    | 9                 | 4,7 %                      |
| другие   | 8                 | 4,1 %                      |
| всего    | 193               | 100 %                      |

По данным Всероссийской переписи населения 2021 года:
| Народ      | Численность, чел. | Доля от всего населения, % |
| ---------- | ----------------- | -------------------------- |
| русские    | 153               | 73,56 %                    |
| турки      | 21                | 10,10 %                    |
| кабардинцы | 12                | 5,77 %                     |
| армяне     | 8                 | 3,85 %                     |
| балкарцы   | 6                 | 2,88 %                     |
| осетины    | 3                 | 1,44 %                     |
| другие     | 5                 | 2,40 %                     |
| всего      | 208               | 100,0 %                    |

Половозрастной состав
По данным Всероссийской переписи населения 2010 года:
| Возраст     | Мужчины, чел. | Женщины, чел. | Общая численность, чел. | Доля от всего населения, % |
| ----------- | ------------- | ------------- | ----------------------- | -------------------------- |
| 0 — 14 лет  | 14            | 17            | 31                      | 16,1 %                     |
| 15 — 59 лет | 58            | 59            | 117                     | 60,6 %                     |
| от 60 лет   | 11            | 34            | 45                      | 23,3 %                     |
| Всего       | 83            | 110           | 193                     | 100,0 %                    |

Мужчины — 83 чел. (43,0 %). Женщины — 110 чел. (57,0 %).
Средний возраст населения — 39,5 лет. Медианный возраст населения — 37,8 лет.
Средний возраст мужчин — 34,9 лет. Медианный возраст мужчин — 32,5 лет.
Средний возраст женщин — 43,2 лет. Медианный возраст женщин — 41,0 лет.

## Инфраструктура
Основные объекты социальной инфраструктуры расположены в центре сельского поселения — селе Прималкинское.